# Tyflopedagogika

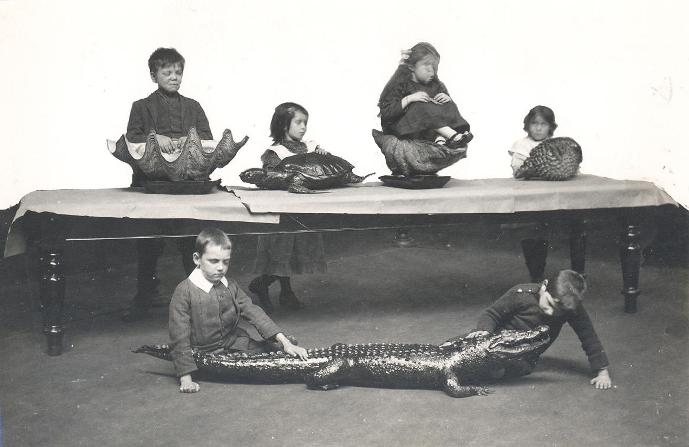
Niewidome dzieci dotykają preparaty zwierzęce

Tyflopedagogika (z gr. typhlos – ślepy) – dział pedagogiki specjalnej zajmujący się wychowaniem, edukacją, terapią i rehabilitacją osób niewidomych i niedowidzących w placówkach oświatowych (w tym integracyjnych) oraz poradniach specjalistycznych.
Osoby z uszkodzonym wzrokiem dzieli się na dwie grupy: 
- niewidomych i niedowidzących od urodzenia i wczesnego dzieciństwa (przyjmuje się wiek do pięciu lat);
- ociemniałych – osoby, które całkowicie lub w znacznym stopniu straciły wzrok w ciągu życia.

Próba zróżnicowania podstawowych grup osób z uszkodzonym wzrokiem (niewidomi, niedowidzący i ociemniali) ma znaczenie w realizacji celów i treści rewalidacji. 
Klasyfikacja WHO (1980 r.) za wzrok normalny uważa ostrość wzroku powyżej 0.3, słabowzroczność od 0.3 do 0.05, a poniżej 0.05 ślepotę całkowitą, poczucie światła, oraz ślepotę umiarkowaną. 
Z pedagogicznego punktu widzenia do dzieci niedowidzących lub słabo widzących zalicza się te, które posiadają zdolność widzenia tekstów czarnodrukowych i nie muszą korzystać z pisma punktowego (Braille'a). 
Tyflopedagogika za swój przedmiot działania uznaje badania i wdrożenia dotyczące rozwoju kompetencji życiowych osób z uszkodzeniami wzroku. Rewalidacja osób z problemami widzenia zmierza do realizacji celów związanych z charakterem uszkodzenia.